# Rallye Matador Tatry 2005
Rallye Matador Tatry 2005 byla třetí soutěž šampionátu Mezinárodní mistrovství České republiky v rallye 2005. Soutěž se konala ve dnech 29. dubna až 1. května. Vítězem se stala posádka Václav Pech mladší a Petr Uhel na voze Ford Focus RS WRC. Soutěž měla rychlejší charakter.
Startovní číslo 501 měl rezervované zesnuvší Tomáš Vojtěch. Nestartoval ani Emil Triner. S novou pecifikací vozu Škoda Fabia WRC pro rok 2005 nastoupil Jan Kopecký.

## Průběh soutěže
Zpočátku šel do vedení Kopecký před Pechem. Udělal ale několik jezdeckých chyb a měl technické problémy. Nakonec na Pecha ztrácel 80 sekund. První dvojice se zpočátku držel Štěpán Vojtěch s vozem Peugeot 206 WRC, ale později havaroval a pokračoval se ztrátou. Na čtvrté pozici jel Karel Trněný na voze Škoda Octavia WRC. V neděli se na pořadí nic nezměnilo a tak ve vedení zůstal Pech, který tak získal třetí vítězství v sezoně a počtvrté vyhrál na této soutěži. Druhý skončil Kopecký, třetí Vojtěch a čtvrtý Trněný.

## Produkční vozy
Vyhrál Josef Béreš, který také získal třetí vítězství v sezoně. Zpočátku s ním bojoval Cserhalmi, ale ten nakonec zvolnil. Technické problémy zdržely Karla Trojana. Defekt postihl Vojtěcha Štajfa. Po poruše musel odstoupit i Milan Chvojka s vozem Mitsubishi Lancer EVO VIII MR. Na třetí místo se tak propracoval Arazím a na čtvrté Jandík.

## Skupina A

### A/2000
ve vedení se držel Jiří Skoupil s Nissanem Almera Kit Car týmu Roto Plzeň. Druhý skončil Miroslav Fišer na voze Volkswagen Golf. Ostatní soupeři odstoupili

### A/1600
V této kategorii vedl mistr Polska Grzyb s továrním Suzuki Ignis. O druhé místo bojovaly dvě české posádky na vozech Renault Clio S1600Zpočátku vedl Roman Odložilík, ale po jezdecké chybě se před něj dostal Josef Peták. Čtvrtou pozici vybojoval Antonín Tlusťák (Citroën Saxo Kit Car), když mu odpadl největší soupeř Dušan Kouřil (Fiat Punto S1600). Další dvě pozice obsadili Petr Brynda (Škoda Felicia Kit Car) a Petr Vlašín (Citroën C2 Challenge).

### A/1400
Suverénně zvítězil Peter Haluška s Fábií. Druhý skončil František Pilka s Felicií. odstoupit musel Robert Achs

## Skupina N

### N/2000
Zvítězil Petr Křížek na voze Honda Civic Type-R, který vybojoval velký náskok na Josefa Koukolu se stejným vozem. O třetí příčku bojovali Rado Čikor a Jiří Krajčík. ani jeden z nich však soutěž nedokončil.

### N/1600
Vedl Jaromír Tarabus se Civicem VTi před Danielem Běhálkem na stejném voze. Ten ale havaroval a byl z bojů vyřazen. Druhé místo tak získal Jiří Trojan na voze Volkswagen Polo GTI. Tarabus nakonec porazil i Koukolu se silnějším vozem.

### N/1400
Nedojel ani jeden ze tří účastníků.Zpočátku vedl Kapušanský s Felicií před Ševečkem, ale oba vyřadila technická porucha.

## Výsledky
1. Václav Pech mladší, Petr Uhel – Ford Focus RS WRC – 1:24:02.2
2. Jan Kopecký, Filip Schovánek – Škoda Fabia WRC – + 41,8
3. Štěpán Vojtěch, Michal Ernst – Peugeot 206 WRC – + 2:58,6
4. Karel Trněný, Václav Pritzl – Škoda Octavia WRC – + 4:27,8
5. Josef Béreš, Petr Starý – Subaru Impreza WRX STI – + 5:16,8
6. Sebastian Frycz, Wodniak – Nissan Almera Kit Car – + 5:44,6
7. Tibor Cserhalmi, Krajňák – Mitsubishi Lancer EVO VII – + 6:09,8
8. Grzegorz Grzyb, Przemek Mazur – Suzuki Ignis S1600 – + 6:17
9. Václav Arazim, Jůlius Gál – Mitsubishi Lancer EVO VII – + 6:49,1
10. Miroslav Jandík, Radim Chrastecký – Mitsubishi Lancer EVO VIII – + 6:56,4